# Exbibyte
Exbibyte (EiB) es una unidad de información utilizada como un múltiplo del byte. Equivale a 260 bytes.

## Historia
Su nombre proviene de la contracción de Exa binary byte. Se debe a que es la potencia de 2 que más se aproxima a "exa", prefijo cuyo valor es 1018, es decir, 1 000 000 000 000 000 000.[cita requerida]
Forma parte de la norma ISO/IEC 80000-13, antiguamente IEC 60027-2 (Desde febrero del año 1999).

## Equivalencia

### Bytes
1 152 921 504 606 846 976 = 260 bytes = 1 exbibyte.